# The Batman (film)
The Batman is een Amerikaanse superheldenfilm uit 2022, onder regie van Matt Reeves. De film is gebaseerd op de gelijknamige superheld van DC Comics. De hoofdrollen worden vertolkt door Robert Pattinson, Zoë Kravitz, Jeffrey Wright, Paul Dano en Colin Farrell.

## Verhaal
Miljardair Bruce Wayne is de zoon van het rijke miljonairsechtpaar Thomas en Martha Wayne. Zijn ouders werden vermoord toen hij nog een kind was, en de volwassen Bruce opereert inmiddels al twee jaar als de gemaskerde burgerwacht Batman om zijn stad, Gotham City, veilig te houden.
Op Halloween wordt de burgemeester van Gotham, Don Mitchell Jr., vermoord door een seriemoordenaar die zichzelf de Riddler noemt. Bruce voert - vermomd als Batman - het onderzoek samen met het Gotham City Police Department. Inspecteur James Gordon ontdekt dat de Riddler een bericht voor Batman heeft achtergelaten, maar commissaris Pete Savage leest Gordon de les omdat hij een burgerwacht de plaats delict heeft laten betreden en dwingt Batman om te vertrekken. De Riddler maakt een dag later van Savage zijn tweede slachtoffer en laat een nieuw bericht achter voor Batman.
Batman en Gordon ontdekken dat de Riddler een USB-stick in de auto van burgemeester Mitchell heeft achtergelaten. De stick bevat foto’s van Mitchell met ene Annika Koslova, die genomen werden aan de uitgang van The Iceberg Lounge, een nachtclub die wordt gerund door Oswald "Oz" Cobblepot, de rechterhand van de maffiabaas Carmine Falcone. Batman bezoekt The Iceberg Lounge. Hij ondervraagt Oz, die beweert van niets te weten. Batman ontdekt ook dat Selina Kyle, de huisgenote en vriendin van Annika, in de nachtclub werkt als serveerster. Wanneer Annika verdwijnt, vraagt Batman aan Selina om in The Iceberg Lounge naar antwoorden te zoeken. Zo ontdekt Batman dat Savage op de loonlijst van Falcone stond, net als officier van justitie Gil Colson. Selina verbreekt het contact wanneer Batman haar onder druk zet over haar relatie met Falcone.
De Riddler ontvoert Colson, bindt een kraagbom om diens nek en stuurt hem zo naar de begrafenisplechtigheid van burgemeester Mitchell, waar Bruce ook aanwezig is. Wanneer de kerk ontruimd is en Batman arriveert, belt de Riddler via de telefoon van Colson en dreigt de bom te laten ontploffen als Colson drie raadsels niet kan beantwoorden binnen de twee minuten. Batman helpt Colson de eerste twee te beantwoorden, maar Colson weigert het derde raadsel te beantwoorden: noem de informant die het GCPD informatie gaf die leidde tot een historische drugsvangst die een einde maakte aan de operatie van gangster Salvatore Maroni. De bom gaat af en Colson sterft. Batman en Gordon concluderen dat Oz mogelijk de informant is en volgen hem naar een drugsdeal. Ze ontdekken dat Maroni's drugsoperatie nooit echt is geëindigd en dat er veel GCPD-agenten bij betrokken zijn. Selina verraadt onbedoeld hun aanwezigheid wanneer ze arriveert om geld te stelen. Terwijl Oz op de vlucht slaat, ontdekt Selina Annika's lijk in een kofferbak. Batman vangt Oz nadat hij hem heeft achtervolgd in de Batmobile, maar ontdekt dat hij niet de informant was.
Batman en Gordon volgen het spoor van de Riddler naar de ruïnes van een weeshuis dat ooit werd beheerd door de ouders van Bruce. Ze komen erachter dat de Riddler een inwoner van het weeshuis was en een wrok koestert tegen de familie Wayne. Waynes butler en voogd, Alfred Pennyworth, wordt opgenomen in het ziekenhuis na het openen van een bombrief die geadresseerd was aan Bruce. De Riddler lekt vervolgens bewijs dat Thomas Wayne, die kandidaat was voor het burgemeesterschap voor hij werd vermoord, Falcone had ingehuurd om een journalist te vermoorden die had gedreigd om gênante details over Martha's psychiatrische verleden te onthullen. Bruce, die opgroeide in de overtuiging dat zijn vader moreel integer was, confronteert Alfred met de zaak. Alfred bevestigt dat Thomas destijds inderdaad aan Falcone had gevraagd om de journalist te intimideren, maar Falcone aan de politie over wilde dragen nadat hij van de moord op de journalist had vernomen. Alfred vermoedt dat Falcone Thomas en Martha heeft laten vermoorden om dit te voorkomen.
Selina vertelt Batman dat Falcone een affaire heeft gehad met haar moeder en dus haar vader is. Falcone heeft nooit geweten dat Selina zijn dochter is. Selina ontdekt dat Annika werd gewurgd omdat ze wist dat Falcone de informant was. Selina besluit hierop om Falcone te vermoorden uit wraak. Batman en Gordon arriveren bij The Iceberg Lounge om haar tegen te houden. Wanneer de politie de gearresteerde Falcone naar het politiebureau willen brengen, schiet de Riddler Falcone dood vanuit een nabijgelegen gebouw. Ontmaskerd als forensisch accountant Edward Nashton, wordt de Riddler opgesloten in het Arkham State Hospital. Nashton zegt dat hij jaloers was op de aandacht die Bruce kreeg na de moord op zijn ouders terwijl Nashton zelf werd verwaarloosd. Nashton verafgoodt Batman - die hem inspireerde om slechteriken te grazen te nemen - en stelt voor om samen te werken, maar Batman wijst hem af. Wanneer Batman het appartement van Nashton doorzoekt, ontdekt hij dat Nashton autobommen rond Gotham heeft geplaatst en een online aanhang heeft verzameld die van plan is om de nieuw verkozen burgemeester Bella Reál te vermoorden.
De bommen vernietigen de golfbrekers rond Gotham en zetten de stad onder water. Er worden zoveel mogelijk bewoners van Gotham verzameld in de arena waar Reál haar eerste speech als de nieuwe burgemeester zou houden, maar de volgers van Nashton openen het vuur op haar. Batman en Selina weten de volgers te overmeesteren. In de nasleep raakt Nashton bevriend met een andere gevangene, terwijl Selina denkt dat Gotham niet meer te redden is en vertrekt. Batman blijft in Gotham, om te helpen bij de wederopstanding van de stad. Hij beseft nu dat hij een symbool moet zijn voor de rechtschapen burgers van Gotham, en niet enkel een verschrikking voor de hele stad.

## Rolverdeling
| Acteur              | Personage                       |
| ------------------- | ------------------------------- |
| Robert Pattinson    | Bruce Wayne / Batman            |
| Zoë Kravitz         | Selina Kyle / Catwoman          |
| Jeffrey Wright      | Lt. James Gordon                |
| Colin Farrell       | Oswald "Oz" Cobblepot / Penguin |
| Paul Dano           | Edward Nashton / The Riddler    |
| John Turturro       | Carmine Falcone                 |
| Andy Serkis         | Alfred Pennyworth               |
| Peter Sarsgaard     | district attorney Gil Colson    |
| Barry Keoghan       | geïnterneerde in Arkham         |
| Jayme Lawson        | Bella Reál                      |
| Gil Perez-Abraham   | agent Martinez                  |
| Peter McDonald      | William Kenzie                  |
| Con O'Neill         | Chief Mackenzie Bock            |
| Alex Ferns          | commissaris Pete Savage         |
| Rupert Penry-Jones  | burgemeester Don Mitchell Jr.   |
| Kosha Engler        | Mrs. Mitchell                   |
| Archie Barnes       | Mitchell's zoon                 |
| Janine Harouni      | Carla                           |
| Hana Krzić          | Annika Koslova                  |
| Luke Roberts        | Thomas Wayne                    |
| Stella Stocker      | Martha Wayne-Arkham             |
| Sandra Dickinson    | Dory                            |
| Jack Bennett        | Travis                          |
| Andre Nightingale   | Ritchie                         |
| Richard James-Neale | Glen                            |
| Lorraine Tai        | Cheri                           |
| Max Carver          | The Twin                        |
| Charlie Carver      | The Twin                        |
| Jay Lycurgo         | bendelid                        |

## Productie

### Ontwikkeling
In juli 2015 werd aangekondigd dat Ben Affleck, die twee jaar eerder als Batman gecast was voor de superheldenfilm Batman v Superman: Dawn of Justice (2016), samen met producent Geoff Johns een solofilm over de superheld zou maken. In maart 2016 verklaarde Johns dat de geschiedenis achter het beschadigde kostuum van Batmans overleden sidekick Robin, dat in Batman v Superman te zien was, aan bod zou komen in de aangekondigde Batmanfilm. In april 2016 werd het project door Kevin Tsujihara, de toenmalige CEO van Warner Bros., nogmaals aangekondigd en werd bevestigd dat Affleck niet alleen de hoofdrol zou vertolken maar ook de regie voor zijn rekening zou nemen. Een maand later verklaarde acteur Jeremy Irons dat hij voor de film zou terugkeren als het personage Alfred Pennyworth en bevestigde hij dat de titel van het project The Batman luidde. In augustus 2016 verspreidde Affleck proefopnames van Joe Manganiello als de schurk Deathstroke. Aanvankelijk waren er plannen om in het voorjaar van 2017 aan de opnames te beginnen en de film in 2018 in de bioscoop uit te brengen. Affleck wilde de film in Los Angeles opnemen. Volgens cameraman Robert Richardson speelde Afflecks script, dat niet geliefd was bij de studio, zich af in het gekkenhuis Arkham Asylum en wilde Affleck met de film 'Batmans eigen krankzinnigheid verkennen'.
Eind januari 2017 werd bericht dat Affleck de film niet langer zelf zou regisseren, maar wel als hoofdrolspeler en producent bij het project zou betrokken blijven. Chris Terrio werd ondertussen ingeschakeld om het script van Affleck en Johns te herschrijven. Onder meer Matt Reeves en Matt Ross werden overwogen als regisseur. In februari 2017 werd Reeves officieel aankondigd als de nieuwe regisseur van The Batman. De productie van de film werd vervolgens uitgesteld omdat Reeves nog tot juni 2017 verbonden was aan War for the Planet of the Apes (2017) en omdat de studio hem tijd wilde geven om een nieuw script te schrijven voor het project. Reeves omschreef zijn versie van The Batman als een 'noir-achtige detectiveversie van de superheld', geïnspireerd door het werk van Alfred Hitchcock. Daarnaast waren ook het stripverhaal Batman: Ego (2000) en de films The French Connection (1971), Chinatown (1974) en Taxi Driver (1976) belangrijke inspiratiebronnen voor het project. In oktober 2019 raakte bekend dat Reeves het script samen met Mattson Tomlin had geschreven.

### Casting

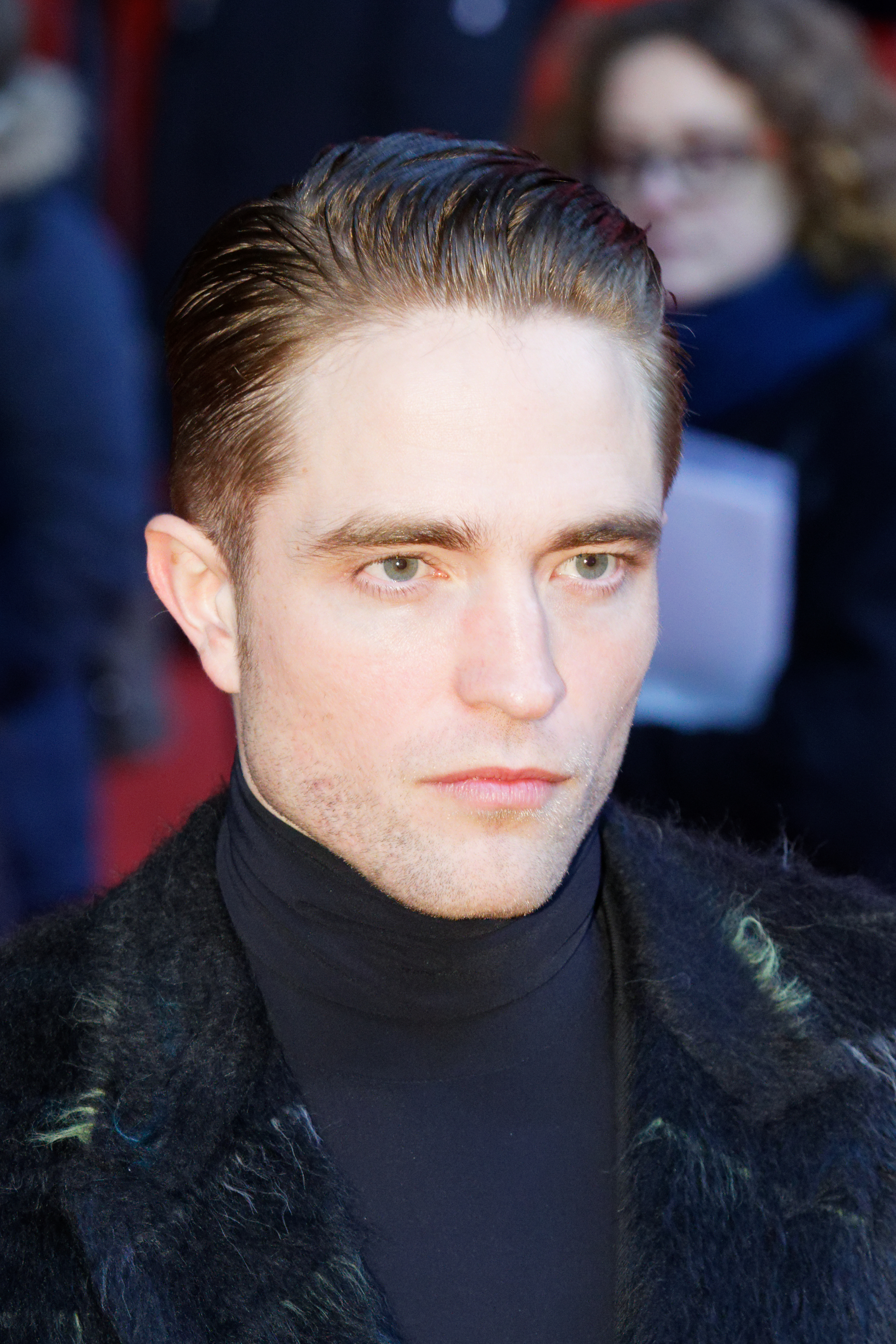
Robert Pattinson werd in mei 2019 gecast als Batman

Ben Affleck was aanvankelijk bij het project betrokken als hoofdrolspeler, regisseur, scenarist en producent. In 2017 werd hij als regisseur opgevolgd door Matt Reeves, die vervolgens samen met Mattson Tomlin ook een nieuw script schreef. Eind januari 2019 werd bekendgemaakt dat Affleck niet zou terugkeren als Batman. Eind mei 2019 werd Robert Pattinson gecast als zijn opvolger. Ook Nicholas Hoult werd voor de rol overwogen. Beide acteurs deden een screentest in een Batmankostuum uit een vorige Batmanfilm.
In het najaar van 2019 werd de cast uitgebreid. In september 2019 kreeg Jeffrey Wright de rol van politiecommissaris Gordon. In oktober 2019 werden Zoë Kravitz en Paul Dano gecast als respectievelijk Catwoman en de Riddler. Ook actrices Ana de Armas, Ella Balinska en Eiza González werden overwogen voor Catwoman. In november 2019 werden Andy Serkis, Colin Farrell en John Turturro gecast als respectievelijk Alfred Pennyworth, de Penguin en maffiabaas Carmine Falcone. Serkis werkte eerder al met Reeves samen aan de laatste twee films uit de Planet of the Apes-reboottrilogie (2011–2017). Ook Jonah Hill en Seth Rogen werden overwogen voor een rol als schurk. In december 2019 maakte Reeves via Twitter de casting van Peter Sarsgaard bekend.

### Opnames
De opnames gingen op 27 januari 2020 van start in het Verenigd Koninkrijk. Midden maart 2020 werd de filmproductie vanwege de coronapandemie opgeschort. Er was op dat ogenblik nog maar zo'n 25 procent van de film opgenomen. Aanvankelijk werd een onderbreking van twee weken aangekondigd, maar de productie werd uiteindelijk voor een half jaar stilgelegd. Eind mei 2020, nadat Britse film- en gezondheidsinstanties nieuwe veiligheidsvoorschriften hadden opgesteld, gaf de Britse regering groen licht voor de heropstart van film- en televisieproducties. Begin september 2020 gingen de opnames van The Batman opnieuw van start, maar al na enkele dagen werd de productie vanwege een positieve coronatest van Pattinson opnieuw tijdelijk stopgezet, ditmaal voor een periode van twee weken. De opnames eindigden op 13 maart 2021.
Er werd gefilmd in onder meer Londen, Liverpool en Glasgow. In de grote loodsen van Cardington (Bedfordshire) werd voor de film een kathedraal nagebouwd. Daarnaast werd ook de gotische kathedraal van Glasgow als locatie gebruikt. In het centrum van Liverpool vonden er opnames plaats aan St. George's Hall. In oktober 2020 werd er gefilmd in Chicago.
Colin Farrell kwam voor zijn rol als de Penguin enkele kilo's aan en zijn gelaat werd met behulp van speciale make-up onherkenbaar gemaakt. Zo werd hij kalend gemaakt en kreeg hij door middel van rubberen gezichtsprotheses een pokdalige huid en een grotere neus en kin.

## Soundtrack
In oktober 2019 werd aangekondigd dat Michael Giacchino, met wie regisseur Matt Reeves meermaals had samengewerkt, de filmmuziek zou componeren. Later die maand verklaarde Giacchino dat hij al klaar was met het schrijven van de themamuziek.

## Release
De Amerikaanse bioscooppremière van The Batman was oorspronkelijk gepland voor 25 juni 2021, maar werd in de loop van 2020 vanwege de coronapandemie meermaals uitgesteld. The Batman ging op 23 februari 2022 in première in Londen. De première in de Verenigde Staten was op 1 maart 2022 in het Lincoln Center in New York.

## Prequelserie
The Batman maakt geen deel uit van de DC Extended Universe, In deze film is Batman nog een jonge beginnende superheld. In de film bevindt Bruce Wayne zich in zijn tweede jaar als de superheld Batman. In juli 2020 raakte bekend dat Reeves voor streamingdienst HBO Max ook een politieserie zou ontwikkelen die zich in hetzelfde universum als de film zou afspelen. De serie is een prequel van The Batman.